# Kibæk
Kibæk er en stationsby ca. 15 kilometer sydvest for Herning i Vestjylland med 2.651 indbyggere  (2025).
Byen ligger i Assing Sogn, Herning Kommune, Region Midtjylland.
I byen findes Kibæk Station.
Primærrute 12 passerer gennem byen.
Skoler i Kibæk:
- Kibæk Skole (folkeskole)
- Herning Musikskole

Kibæk var sammen med Sønder Felding hovedbyerne i den tidligere Aaskov Kommune.